# Halla Heberg
Halla Heberg is een plaats in de Zweedse gemeente Kungsbacka in de provincie Hallands län en het landschap Halland. De plaats heeft 509 inwoners (2005) en een oppervlakte van 45 hectare.